# ۴۹ روز
۴۹ روز (انگلیسی: 49 Days؛‏ کره‌ای: 49일) یک مجموعه تلویزیونی محصول کره جنوبی در سال ۲۰۱۱ با بازی لی یو وون، نام گیو ری، جو هیون جه، جونگ ایل وو، به سو بین و سو جی هه است. این مجموعه از ۱۶ مارس تا ۱۹ مه ۲۰۱۱، روزهای چهارشنبه و پنجشنبه ساعت ۲۱:۵۵ (کی‌اس‌تی) از اس‌بی‌اس پخش شد.

## خلاصه داستان
داستان این مجموعه در مورد دختری به اسم شین جی هیون است که چند روز قبل از ازدواجش تصادف می‌کند و به کما می‌رود و به او فرصت داده می‌شود به دنیا برگردد به شرطی که سه نفر را پیدا کند تا برایش واقعاً گریه کنند. برای این کار به جی هیون ۴۹ روز فرصت داده می‌شود تا از جسم سونگ یی کیونگ استفاده کند تا آن سه نفر را که برایش اشک خالصانه می‌ریزند، پیدا کند…

## بازیگران
- لی یو وون در نقش سونگ یی کیونگ / شین جی مین
- نام گیو ری در نقش شین جی هیون
- جونگ ایل وو در نقش سنگ یی سو (فرشته مرگ)
- جو هیون جه در نقش هان کانگ (یکی از دوستان جی هیون در دبیرستان)
- به سو بین در نقش کانگ مین هو (نامزد جی هیون)
- سو جی هه در نقش شین این جونگ (یکی از بهترین دوستان جی هیون)
- یو جی این در نقش جونگ مین اوک (مادر جی هیون)
- چوی جونگ وو در نقش شین ایل شیک (پدر جی هیون)